# 최영우
최영우(본명 : 최연동, 1983년 10월 24일 ~ )는 대한민국의 배우이다.

## 출연작

### 영화
- 《데드맨》 (2024년) - 왕발통 역
- 《침입자》 (2020년) - 영춘 역
- 《배심원들》 (2019년) - 경위 역
- 《집으로 가는 길》 (2013년) - 장기 브로커 역
- 《용의자X》 (2012년) - 감식반원 1 역

### 드라마
- 《커넥션》 (2024년, SBS) - 장철구 역
- 《연인》 (2023년, MBC) - 용골대 역
- 《셀러브리티》 (2023년, 넷플릭스) - 황용태 역
- 《어쩌다 마주친, 그대》 (2023년, KBS2) - 백동식 역
- 《한 사람만》 (2021년, JTBC) - 박승선 역
- 《슬기로운 의사생활 시즌2》 (2021년, tvN) - 천명태 역
- 《복수해라》 (2020년, TV조선) - 강대식 역
- 《악의 꽃》 (2020년, tvN) - 바텐더 역
- 《슬기로운 의사생활》 (2020년, tvN) - 천명태 역
- 《60일, 지정생존자》 (2019년, tvN) - 태익/이경표 역
- 《자백》 (2019년, tvN) - 기자 역
- 《신의 퀴즈: 리부트》 (2018년, OCN) - 전두엽 역
- 《미스터 션샤인》 (2018년, tvN) - 제물포 선원 역
- 《검법남녀》 (2018년, MBC) - 염대식 역
- 《슬기로운 감빵생활》 (2017년, tvN) - 이정재 부장 역
- 《사임당, 빛의 일기》 (2017년, SBS)

### 뮤지컬
- 《재생불량소년》
- 《줄리 앤 폴》
- 《위대한 캣츠비》
- 《카라마조프》
- 《파리넬리》
- 《웰다잉》
- 《군수선거》
- 《상자 속 흡혈귀》
- 《너에게 빛의 속도로 간다》
- 《그남자 그여자》
- 《독도, 그리고 이야기》
- 《달을 품은 슈퍼맨》
- 《슈퍼맨처럼》
- 《우리는 친구다》
- 《자리주쇼》
- 《풍월주》
- 《스페셜레터》
- 《빨래》
- 《지하철 1호선》
- 《김종욱 찾기》
- 《젊은 베르테르의 슬픔》
- 《파우스트》

### 연극
- 《세상친구》
- 《보도지침》
- 《운빨로맨스》
- 《택시 드리벌》
- 《복서와 소년》

## 수상 및 후보
| 연도 | 시상식       | 부문          | 작품               | 결과 |
| ---- | ------------ | ------------- | ------------------ | ---- |
| 2023 | MBC 연기대상 | 조연상 (남자) | 연인               | 수상 |
| 2023 | KBS 연기대상 | 조연상 (남자) | 어쩌다 마주친,그대 |      |